# Kir
El Kir és un popular còctel francès elaborat amb licor de cassis i vi blanc que es pren com a aperitiu.

## Història
Encara que es tendeix a pensar que el còctel va ser inventat per Félix Kir (1876-1968) al final de la Segona Guerra Mundial, Kir només va prestar el seu nom el 1951 per a una campanya publicitària de l'empresa Lejay Lagoute que va patentar la marca Kir el març de 1952. Nascut a Borgonya, Kir va ser un sacerdot i canonge que el 1940, després de la fugida de l'alcalde de Dijon per l'arribada dels nazis, va ser nomenat al seu lloc. Com a alcalde de la ciutat, va divulgar el famós aperitiu per a promocionar el vi blanc de la regió que servia a les recepcions municipals. Fins llavors el Kir era una beguda aperitiva molt popular no només a Borgonya, i era coneguda amb el nom de blanc cassis. Posteriorment es va crear la seva variant Kir Royal, que s'elabora amb xampany en lloc de vi blanc. Al segle XXI, el kir és la segona beguda aperitiva preferida pels francesos després del pastís.

## Preparació
Segons la International Bartenders Association, la proporció de vi respecte a la de licor de cassís és de 10 a 1. Tot i aquesta proporció, predomina el color vermell del cassís, encara que segons algunes receptes del segle xix, el blanc cassis ha de tenir una proporció d'1/5 de cassís.
El Kir es prepara directament en una copa de vi. S'aboca a la copa el licor de cassís i, posteriorment, s'omple amb el vi blanc que ha d'estar molt fred.
Originalment es realitzava amb vi de la Borgonya de la varietat aligoté. Avui dia s'utilitzen diversos vins blancs francesos segons la regió i la preferència del cambrer. També existeixen algunes versions del còctel elaborades amb vi negre o sidra enlloc de vi blanc.